# Potnyctycia
Potnyctycia; a chi bướm đêm thuộc họ Noctuidae.

## Loài
- Potnyctycia porphyrea Hreblay & Ronkay, 1998